# Efferia garciai
Efferia garciai är en tvåvingeart som beskrevs av Lamas 1971. Efferia garciai ingår i släktet Efferia och familjen rovflugor.
Artens utbredningsområde är Peru. Inga underarter finns listade i Catalogue of Life.